# Ћ
Ћ, ћ («чє») — кирилична літера, 23-та літера сербської кириличної абетки. На відміну від літери ч (яка використовується для твердого [t͡ʃ]) позначає пом'якшений [ч'] — глухий ясенно-твердопіднебінний африкат /ʨ/. У гаєвиці їй відповідає латинська ć.

## Історія
У старослов'янських абетках трапляється лише в глаголиці, де має вигляд: , займає 12-те місце, позначає числове значення 30 та називається «дерв». Зазвичай походження назви виводять від переназваної «черв» (назва літери ч). В старослов'янській мові Ћ використовували на позначення м'якого звука ([ґ'], що переходить в [j]) у словах, запозичених із грецької мови: анћелъ, ићемонъ, ћеенна, ћеорћии, ћолъћота; в кирилиці на місці цього звуку писали звичайне г, іноді зі знаком м'якості — каморою (округлою дугою над літерою або після неї).
Кириличний знак ћ виник у XII столітті, при чому його використовували лише у сербському письмі. Первинно цей знак позначав м'які дзвінкі звуки між [ґ'], [д'] та африкатом [дж'], а згодом поширився на м'які глухі [т'] та [ч']; у босанчиці позначав також звук [j] і загалом знак м'якості (за романським зразком — перед пом'якшуваною літерою), при чому в цьому значенні вільно чергувався з літерою «ять» (Ѣ, ѣ). Походження літери лишається невідомим.
Спершу зображення ћ було симетричним, маючи вигляд хрестика над П-подібною чи Λ-подібною основою. Вже згодом вигляд літери наблизився до зображення ятя (Ѣ, ѣ), відрізняючись лише розімкнутою основою.
У старому гражданському шрифті сербського зразка мала літера ћ повторювала пропорції літери ѣ, але велика літера Ћ змінилася: її верхня частина стала Т-подібною, несхожою на хрестик. У нинішніх шрифтах можлива не тільки Т-подібна форма верхівки, а й несиметрична Г-подібна, так само як і всі проміжні варіанти.
У сербських шрифтах XIX — початку XX ст. вже зображення малої літери ћ відійшло від ѣ-подібних пропорцій, наблизившись до латинської h: спершу горизонтальна риска стала просто прямою лінією, без загинів по краях; пізніше вона піднялася над рядком (первинно вона була на рівні горизонтальної лінії літер на кшталт т, п або г), а нижня арка піднялася до того становища, яке вона займає у латинській h. У курсивних шрифтах того ж періоду верхня частина літери ћ часто нагадує верхівку латинської f із повислою вправо «крапелькою» (чого в зображенні ятя також майже ніколи не було).
Внаслідок реформ сербської мови та письма, які провів Вук Караджич, звукове позначення дзвінкого африката [дж'] було передано спеціально створеною літерою Ђ, тому в сучасній сербській кирилиці Ћ позначає лише глухий ясенно-піднебінний африкат /ʨ/.

## Таблиця кодів
| Кодування            | Реєстр | Десятковий код | 16-ковий код | Вісімковий код | Двійковий код     |
| -------------------- | ------ | -------------- | ------------ | -------------- | ----------------- |
| Юнікод               | Велика | 1035           | 040B         | 002013         | 00000100 00001011 |
| Юнікод               | Мала   | 1115           | 045B         | 002133         | 00000100 01011011 |
| ISO 8859-5           | Велика | 171            | AB           | 253            | 10101011          |
| ISO 8859-5           | Мала   | 251            | FB           | 373            | 11111011          |
| KOI-8 (деякі версії) | Велика | 187            | BB           | 273            | 10111011          |
| KOI-8 (деякі версії) | Мала   | 171            | AB           | 253            | 10101011          |
| Windows-1251         | Велика | 142            | 8E           | 216            | 10001110          |
| Windows-1251         | Мала   | 158            | 9E           | 236            | 10011110          |

У Юнікоді 5.1 було додано також коди для давнього варіанта літери: U+A648 и U+A649 (Ꙉꙉ).
В HTML велику літеру Ћ можна записати як Ћ або Ћ, а малу ћ — як ћ або ћ.